# Bert Stam

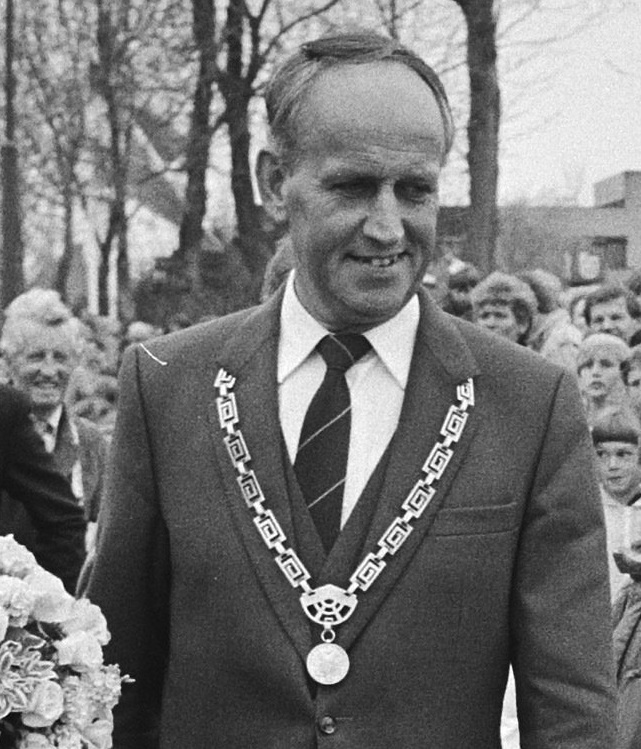
Burgemeester L.W. Stam tijdens het bezoek van koningin Beatrix aan Schagen op Koninginnedag 1985

Lambertus Willem (Bert) Stam (Koog aan de Zaan, 6 mei 1938 – Schiedam, 11 september 2010) was een Nederlands politicus van de PvdA.
Hij was wethouder in Castricum voor hij in oktober 1976 benoemd werd tot burgemeester van Wieringen. In 1982 werd hij burgemeester van Schagen en vanaf eind 1985 was Stam tevens burgemeester van de aangrenzende gemeente Sint Maarten die in 1990 opging in de nieuwe gemeente Harenkarspel. In september 1992 volgde zijn benoeming tot burgemeester van Vlaardingen wat hij tot zijn vervroegde pensionering in februari 2002 zou blijven. In 2010 overleed Stam op 72-jarige leeftijd.